# Комаровка (Рассказовский район)
Комаровка — деревня в Рассказовском районе Тамбовской области. Входит в состав Верхнеспасского сельсовета.

## География
Деревня расположена в 12 километрах к юго-востоку от города Рассказово.

## История
Деревня впервые упоминается в документах ревизской сказки 1816 года под названием: «Деревня Комаровка». Принадлежала Николаю Борисовичу Карпову, за которым было записано крепостных крестьян: мужского пола — 44, женского пола — 39 человек. Домов — 9. В числе крестьян проживали: Алексеев Павел, Самсонов Казьма, Вановы — Никита, Леон, Афанасий, Тихон, Ефим, Иван. Примерно половина крепостных крестьян была переселена в Комаровку из Воронежской губернии Бобруйского и Воронежского уездов в 1814—1815 годах, о чём имеется пометка в переписной книге.
По епархиальным сведениям 1911 года в Комаровке числилось дворов крестьянских — 86 с населением: мужского пола — 333, женского пола — 347 человек.

## Население
| 2010 |
| ---- |
| 58   |

Население по переписи 2002 года — 116 человек.
Национальный состав
Согласно результатам переписи 2002 года, в национальной структуре населения русские составляли 100 % от жителей.